# 1900'erne
Århundreder: 19. århundrede – 20. århundrede – 21. århundrede
Årtier: 1850'erne 1860'erne 1870'erne 1880'erne 1890'erne – 1900'erne – 1910'erne 1920'erne 1930'erne 1940'erne 1950'erne
År: 1900 1901 1902 1903 1904 1905 1906 1907 1908 1909
Begivenheder
- Den anden boerkrig i Sydafrika 1899-1902.
- Parlamentarismen indføres i Danmark 1901.

Personer